# Clutia
Clutia là một chi thực vật có hoa trong họ Peraceae. Chi này là bản địa khu vực châu Phi hạ Sahara và bán đảo Ả Rập.

## Các loài
Chi Clutia gồm các loài:
1. Clutia abyssinica – Đông và nam châu Phi
2. Clutia affinis – Nam châu Phi
3. Clutia africana – Tỉnh Cape, Nam Phi
4. Clutia alaternoides – Tỉnh Cape, Nam Phi
5. Clutia alpina - Tỉnh Cape, Nam Phi
6. Clutia angustifolia – Trung và trung nam châu Phi
7. Clutia benguelensis - Angola
8. Clutia brassii - Malawi
9. Clutia brevifolia - Tỉnh Cape, Nam Phi
10. Clutia conferta - Malawi
11. Clutia cordata - Tỉnh Cape và KwaZulu-Natal (Nam Phi)
12. Clutia daphnoides - Tỉnh Cape, Nam Phi
13. Clutia disceptata - Tỉnh Cape và KwaZulu-Natal (Nam Phi)
14. Clutia dregeana - Tỉnh Cape, Nam Phi
15. Clutia eckloniana - Tỉnh Cape, Nam Phi
16. Clutia ericoides - Tỉnh Cape, Nam Phi
17. Clutia galpinii - Botswana, Limpopo
18. Clutia govaertsii - Tỉnh Cape, Nam Phi
19. Clutia heterophylla - Tỉnh Cape, Nam Phi
20. Clutia hirsuta – Nam châu Phi
21. Clutia × hybrida – Tỉnh KwaZulu-Natal (Nam Phi)
22. Clutia imbricata - Tỉnh Cape, Nam Phi
23. Clutia impedita - Tỉnh Cape, Nam Phi
24. Clutia jaubertiana - Yemen
25. Clutia kamerunica - Cameroon
26. Clutia katharinae - Tỉnh Cape và KwaZulu-Natal (Nam Phi)
27. Clutia kilimandscharica - Ethiopia tới Zimbabwe
28. Clutia lanceolata - Yemen
29. Clutia laxa - Swaziland, Nam Phi
30. Clutia marginata - Tỉnh Cape, Nam Phi
31. Clutia monticola – Nam châu Phi
32. Clutia myricoides - Ethiopia, Yemen, Saudi Arabia
33. Clutia nana - Lesotho, Nam Phi
34. Clutia natalensis - Lesotho, Nam Phi
35. Clutia ovalis - Tỉnh Cape, Nam Phi
36. Clutia paxii -  Burundi tới Zimbabwe
37. Clutia pentheriana - Tỉnh Cape, Nam Phi
38. Clutia platyphylla - Tỉnh Cape, Nam Phi
39. Clutia polifolia - Tỉnh Cape, Nam Phi
40. Clutia polyadenia - Tanzania
41. Clutia polygonoides - Tỉnh Cape, Nam Phi
42. Clutia pterogona - Tỉnh Cape, Nam Phi
43. Clutia pubescens - Tỉnh Cape, Nam Phi
44. Clutia pulchella – Nam châu Phi
45. Clutia punctata - Zimbabwe
46. Clutia richardiana - Eritrea, Ethiopia, Yemen
47. Clutia rubricaulis - Tỉnh Cape, Nam Phi
48. Clutia sericea - Tỉnh Cape, Nam Phi
49. Clutia sessilifolia - Zimbabwe
50. Clutia stuhlmannii - Tanzania, Burundi
51. Clutia swynnertonii - Malawi, Zimbabwe, Mozambique
52. Clutia thunbergii - Tỉnh Cape, Nam Phi
53. Clutia timpermaniana - Congo
54. Clutia tomentosa - Tỉnh Cape, Nam Phi
55. Clutia virgata - Swaziland, Nam Phi
56. Clutia whytei - Tanzania, Malawi, Zambia

### Chuyển đi[2]
Chuyển sang các chi khác (Bridelia, Cleistanthus, Croton, Ditaxis, Lachnostylis, Phyllanthus, Pseudophyllanthus, Sauropus, Trigonostemon).
1. C. acuminata - Lachnostylis hirta
2. C. androgyna - Sauropus androgynus
3. C. berberifolia - Phyllanthus calycinus
4. C. berteroana - Ditaxis polygama
5. C. cascarilla - Croton eluteria
6. C. collina - Cleistanthus collinus
7. C. diversifolia - Cleistanthus diversifolius
8. C. eluteria - Croton eluteria
9. C. hirta - Lachnostylis hirta
10. C. monoica - Cleistanthus monoicus
11. C. oblongifolia - Cleistanthus oblongifolius
12. C. ovalis (E.Mey. ex Sond.) Scheele 1853 not Sond. 1850 - Pseudophyllanthus ovalis
13. C. patula - Cleistanthus patulus
14. C. retusa - Bridelia retusa
15. C. scandens - Bridelia stipularis
16. C. semperflorens - Trigonostemon semperflorens
17. C. sempervirens - Trigonostemon semperflorens
18. C. spinosa - Bridelia retusa
19. C. squamosa - Bridelia retusa
20. C. stipularis - Bridelia stipularis

## Hình ảnh

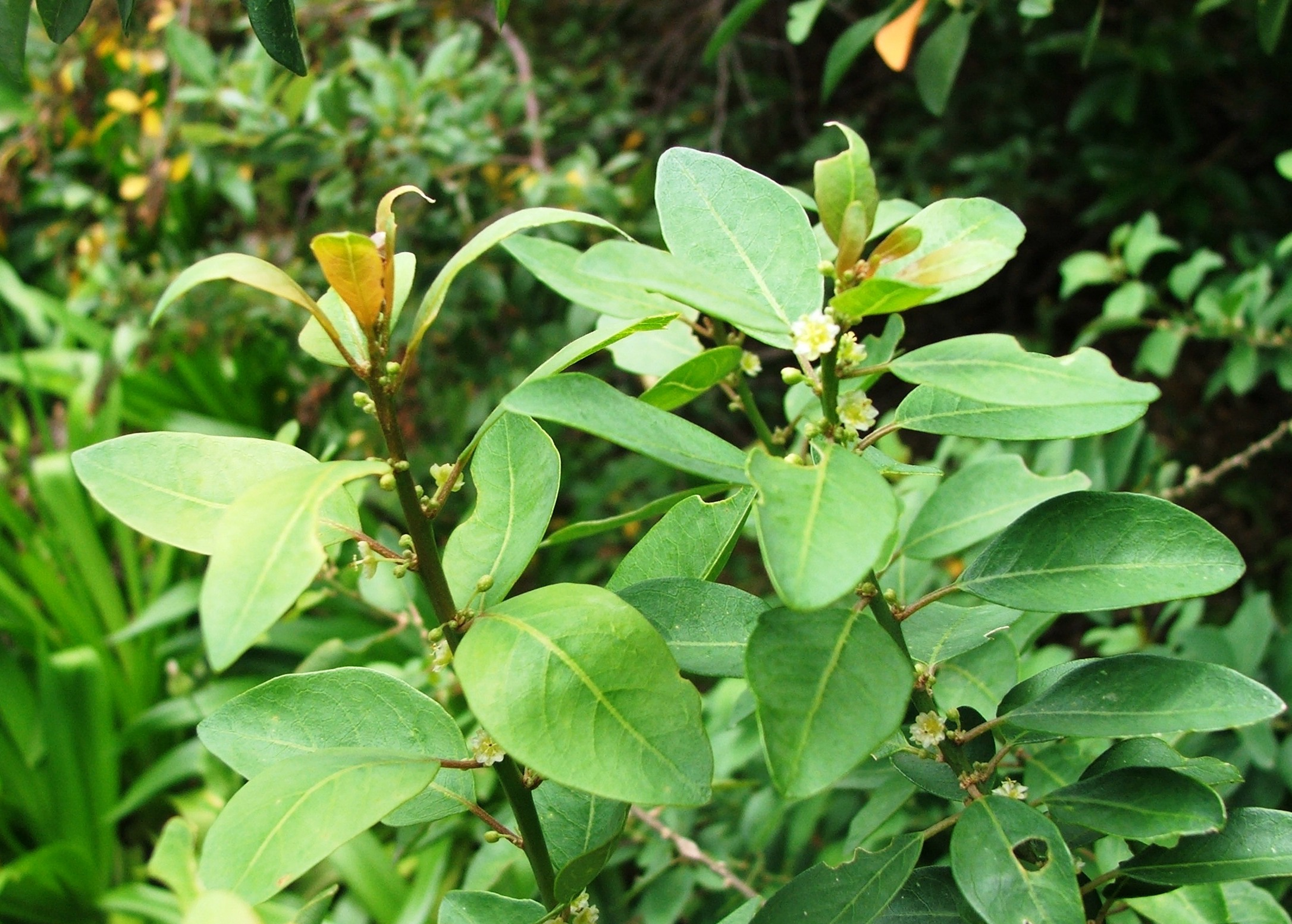